# Ruth Clifford

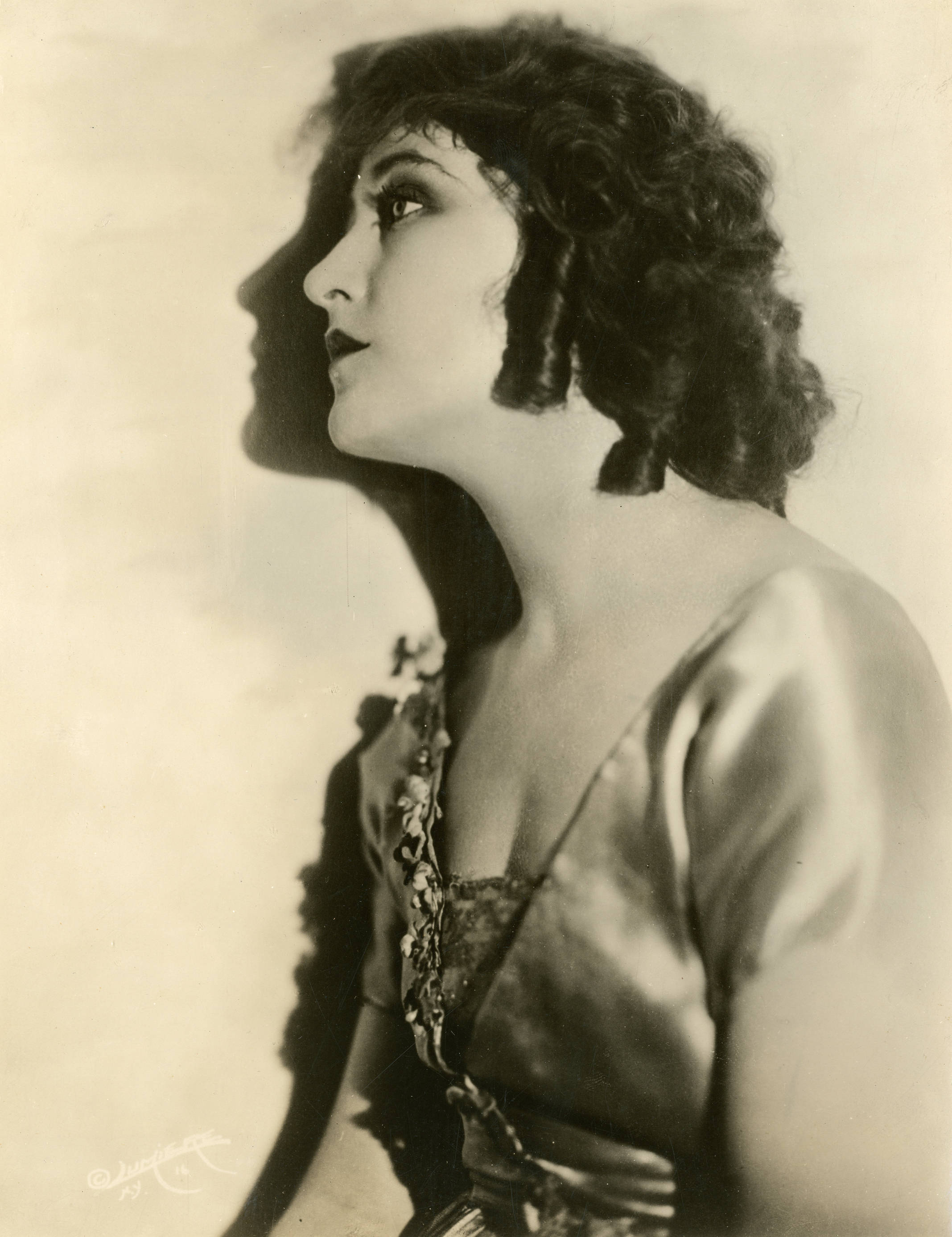
Ruth Clifford (1922)

Ruth Clifford (* 17. Februar 1900 in Pawtucket, Rhode Island; † 30. November 1998 in Woodland Hills, Kalifornien) war eine US-amerikanische Schauspielerin, deren Laufbahn sich von der Stummfilmära bis in die späten 1970er Jahre erstreckte.

## Leben
Ruth Clifford war das Kind britischer Einwanderer. Nach dem Tod ihrer Mutter wurde sie im Alter von 11 Jahren zusammen mit ihrer Schwester in ein Waisenhaus in Narragansett gebracht. Vier Jahre später zogen beide zu ihrer als Schauspielerin tätigen Tante nach Los Angeles.
Clifford begann ihre Schauspielkarriere 1915 als Statistin bei den Universal Studios und erhielt alsbald auch größere Rollen. So war sie 1918 als Gabrielle im Propagandafilm The Kaiser, the Beast of Berlin zu sehen. Den Höhepunkt ihrer Karriere hatte Clifford während der 1920er Jahre in zahlreichen Hauptrollen. 1925 war sie in einer kleinen Rolle als Ballerina in Das Phantom der Oper zu sehen.
Nach Aufkommen des Tonfilms ließ Cliffords Karriere nach. Sie spielte fortan überwiegend kleine Nebenrollen, die zumeist nicht einmal im Abspann genannt wurden. Hinzu kamen Auftritte in Fernsehserien und Werbespots. Während der 1940er Jahre betätigte sich Clifford auch als Theaterschauspielerin im Ensemble des Abbey Theatre während einer Tournee durch die Vereinigten Staaten. Zeitweise war sie außerdem die Stimme der Disney-Charaktere Minni Maus und Daisy Duck. Clifford blieb noch bis 1977 aktiv, ehe sie sich nach einer Schauspiellaufbahn von 62 Jahren ins Privatleben zurückzog.
Ruth Clifford war von 1924 bis zur Scheidung 1938 mit dem Immobilienmakler James Cornelius verheiratet. Das Paar hatte einen gemeinsamen Sohn. In ihren letzten Lebensjahren wurde sie zu einer beliebten Interviewpartnerin als Zeitzeugin der Stummfilmära. Clifford lebte in Woodland Hills, einem Stadtteil von Los Angeles. Dort starb sie am 30. November 1998 im Alter von 98 Jahren. Ihr Grab befindet sich auf dem Holy Cross Cemetery in Culver City. Cliffords bereits 1964 verstorbener Sohn wurde an derselben Stelle bestattet.

## Filmografie (Auswahl)
- 1916: Behind the Lines
- 1917: Eternal Love
- 1917: A Kentucky Cinderella
- 1917: The Savage
- 1918: The Kaiser, the Beast of Berlin
- 1919: The Black Gate
- 1920: The Invisible Ray (Serial)
- 1923: The Face on the Bar-Room Floor
- 1923: The Dangerous Age
- 1923: April Showers
- 1924: In Erpresserhänden (The Whispered Name)
- 1924: Abraham Lincoln
- 1924: Butterfly
- 1925: As Man Desires
- 1925: Her Husband’s Secret
- 1925: Das Phantom der Oper (The Phantom of the Opera)
- 1925: The Love Hour
- 1929: The Show of Shows
- 1932: Im Zeichen des Kreuzes (The Sign of the Cross)
- 1933: Pilgrimage
- 1933: Wo ist das Kind der Madeleine F.? (Miss Fane’s Baby is Stolen)
- 1933: Eine Frau vergisst nicht (Only Yesterday)
- 1934: Wir senden Sonne (Stand Up and Cheer!)
- 1934: Leise kommt das Glück zu Dir (Let’s Live Tonight)
- 1935: Das Schiff des Satans (Dante’s Inferno)
- 1935: Paddy O’Day
- 1938: Charlie Chan in Honolulu
- 1939: Trommeln am Mohawk (Drums Along the Mohawk)
- 1939: Swanee River
- 1940: Lillian Russell
- 1941: Schlagende Wetter (How Green Was My Valley)
- 1942: 10 Leutnants von West-Point (Ten Gentlemen from West Point)
- 1942: Musik, Musik (Holiday Inn)
- 1943: Coney Island
- 1944: Scotland Yard greift ein (The Lodger)
- 1944: Schlüssel zum Himmelreich (The Keys of the Kingdom)
- 1945: Todsünde (Leave Her to Heaven)
- 1946: Shock
- 1946: Faustrecht der Prärie (My Darling Clementine)
- 1947: Es begann in Schneiders Opernhaus (Mother Wore Tights)
- 1948: Schrei der Großstadt (Cry of the City)
- 1948: Die Schlangengrube (The Snake Pit)
- 1948: Spuren im Sand (3 Godfathers)
- 1949: Verführt (Not Wanted)
- 1949: Wenn meine Frau das wüßte (Everybody Does It)
- 1949: Liebe auch ohne Patent (Free for All)
- 1950: Frau am Abgrund (Whirlpool)
- 1950: Westlich St. Louis (Wagon Master)
- 1950: Boulevard der Dämmerung (Sunset Boulevard)
- 1950: Ein charmanter Flegel (Key to the City)
- 1952: Der Sieger (The Quiet Man)
- 1952: Liebe, Pauken und Trompeten (Stars and Stripes Forever)
- 1953: Unternehmen Panthersprung (Flight Nurse)
- 1953: Eine Chance für Suzy (Give a Girl a Break)
- 1955: König der Schauspieler (Prince of Players)
- 1956: Der Mann im grauen Flanell (The Man in the Gray Flannel Suit)
- 1956: Der Schwarze Falke (The Searchers)
- 1956: Eine Handvoll Hoffnung (Bigger Than Life)
- 1957: Warum hab’ ich ja gesagt? (Designing Woman)
- 1958: Das letzte Hurra (The Last Hurrah)
- 1960: Der schwarze Sergeant (Sergeant Rutledge)
- 1961: Zwei ritten zusammen (Two Rode Together)
- 1968: Funny Girl